# Los Navegantes
Los Navegantes är en del av en befolkad plats i Chile.   Den ligger i provinsen Provincia de Cardenal Caro och regionen Región de O'Higgins, i den södra delen av landet, 160 km sydväst om huvudstaden Santiago de Chile. Los Navegantes ligger 42 meter över havet och antalet invånare är 231.
Terrängen runt Los Navegantes är varierad. Havet är nära Los Navegantes åt nordväst. Runt Los Navegantes är det ganska glesbefolkat, med 24 invånare per kvadratkilometer.. Det finns inga andra samhällen i närheten. 
Trakten runt Los Navegantes består i huvudsak av gräsmarker.